# Cephalaeschna obversa
Cephalaeschna obversa – gatunek ważki z rodziny żagnicowatych (Aeshnidae). Występuje w Chinach; stwierdzono go w prowincjach Syczuan, Hubei i Kuejczou. Opisał go w 1930 roku Needham w oparciu o okaz samicy. Samca opisano dopiero w 2013 roku.